# محب للذهب

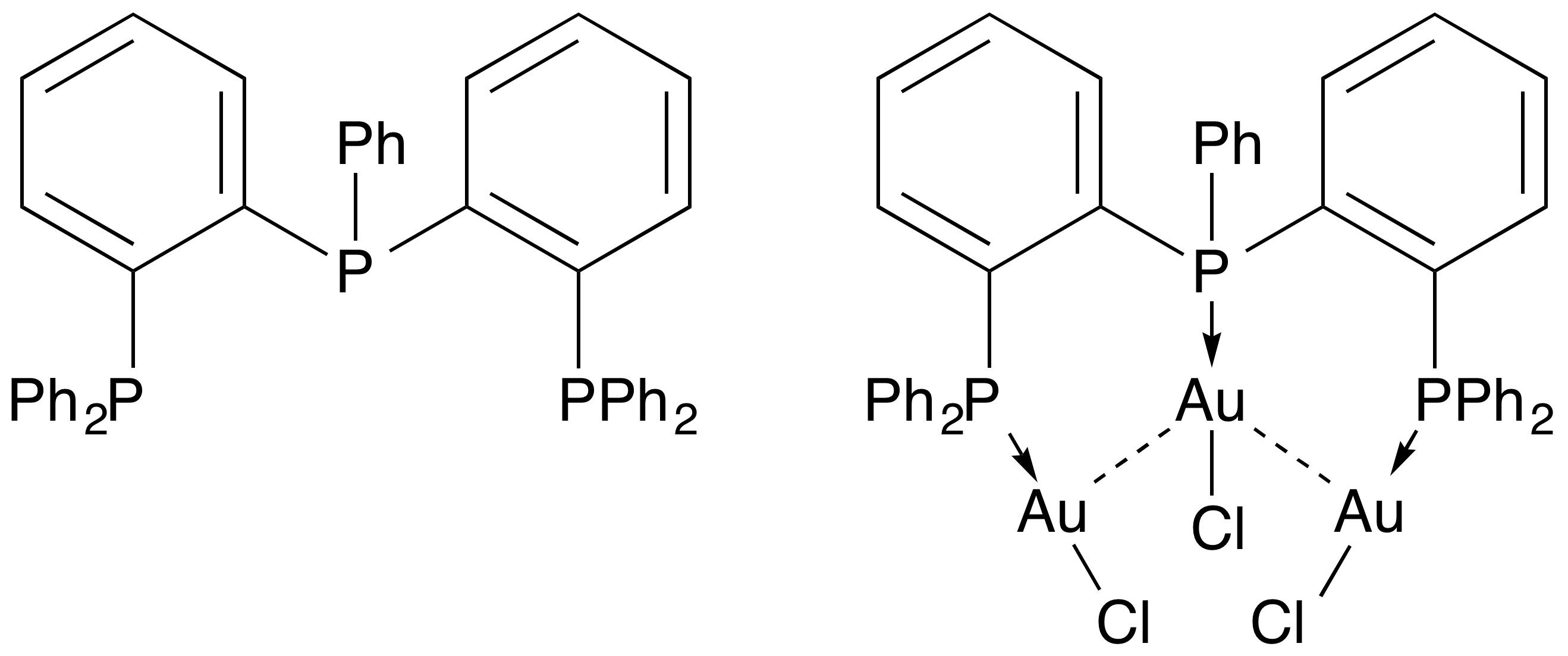
عندما تعالج الربيطة الموجودة على يسار الصورة مع 3 مكافئات من هاليد الذهب الأحادي، بحيث تتناسق كل مجموعة فوسفين إلى ذرة ذهب، تحدث هنالك ظاهرة تآثر محب للذهب بين ذرات الذهب بشكل يعيق الدوران الحر حول الرابطة الأحادية. يقاس هذا التآثر المحب للذهب بدرجة الحرارة اللازمة لاستعادة الدوران الحر على مقياس مطيافية الرنين المغناطيسي النووي.

التآثر المحب للذهب (ملاحظة 1) في الكيمياء هو ميل معقدات الذهب للتكتل والتجمع مع بعضها عن طريق تشكيل روابط Au-Au ضعيفة. جرت البرهنة على وجود تلك الروابط الضعيفة باستخدام دراسة البلورات بالأشعة السينية لمعقدات الذهب العضوية.

## الخواص
يبلغ طول الرابطة Au-Au في التآثر المحب للذهب مقدار 3 أنغستروم (Å)؛ وتبلغ قوتها حوالي 7-12 كيلوكالوري/المول، وهي مقاربة بذلك من قيمة بعض أنواع الروابط الهيدروجينية.

## التفسير
يمكن أن يفسر التآثر المحب للذهب كنتيجة للارتباط الإلكتروني للغلاف المغلق للذرات، ولذلك بشكل مشابه تقريباً لتآثرات قوى فان دير فالس، ولكن بشكل أقوى بسبب التأثيرات النسبية للمدرات الإلكترونية في ذرة الذهب.